# Krottenkopf
Der Krottenkopf ist ein 2086 m ü. NHN hoher Berg und der höchste der Bayerischen Voralpen.

## Lage und Besteigungsmöglichkeiten
Er liegt im westlichsten Teil der Bayerischen Voralpen im Estergebirge bei Garmisch-Partenkirchen. Direkt unterhalb und eine halbe Stunde vom Gipfel entfernt liegt die Weilheimer Hütte (1955 m), die höchste Alpenvereinshütte der Bayerischen Voralpen.
Es gibt folgende Besteigungsmöglichkeiten:
- Von Oberau führt der recht steile über schmale Bergpfade führende Oberauer Steig über den Frickenboden und später am ebenfalls über 2000 m hohen, aber weniger bekannten Bischof vorbei. Für diesen Aufstieg sind ca. 4 Stunden zu veranschlagen.
- Von Klais führt ein weiterer Weg über die Krüner Alm (1620 m) und das Michelfeld.
- Von Garmisch-Partenkirchen bzw. Farchant aus gelangt man über die Esterbergalm in ca. 4½ Stunden zum Gipfel des Krottenkopfs.
- Dazu gibt es noch den etwas längeren Anstieg von Eschenlohe an der 1922 m hohen Hohen Kisten vorbei zum Gipfel.

## Namenserklärung
Wie viele andere Bergnamen ist auch die Namensherkunft des Krottenkopfs nicht eindeutig geklärt. Eine Möglichkeit ist, dass sich der Name vom Familiennamen Krott ableitet, eine andere besagt, dass die Bergkröten (im Dialekt Krotten genannt), die unterhalb des Berges gelebt haben sollen, dem Berg den Namen gaben. Laut einer dritten Theorie stammt der Name von den alten Wörtern Grott, Grutt oder Krutt, die etwa Schutt oder steiniges Gelände bedeuten.
Da auf dem Berg allerdings Einheimischen zufolge weder Bergkröten hausen noch sehr viel Geröll ist und es im Meldeverzeichnis keinerlei Hinweise auf eine Familie namens Krott gibt, lässt sich eine weitere plausible Namensgebung der beiden Gipfel des Estergebirges – Krottenkopf und Bischof – wahrscheinlich mit ihrer Form bzw. Silhouette erklären. (Die Gipfel sind nur aus dem Isartal heraus zwischen Mittenwald und Krün zu sehen.)
Der Südliche hat die Form einer kauernden Kröte, in Krüner Dialekt „Krout'n“, während der Nördliche die Silhouette einer Bischofsmütze/Mitra hat. Es sind optisch ähnliche Gipfel zu finden, die ebenso „Bischof“ sowie „Bischofsmütze“ heißen.
Das Problem ist, dass die Gipfel im Estergebirge wohl ursprünglich so hießen, jedoch vermutlich bei einer Neufassung des Königlich Bayerischen Landkartensystems Mitte des 19. Jahrhunderts vertauscht wurden und dieser Umstand bis heute fälschlicherweise so belassen wurde.

## Bilder

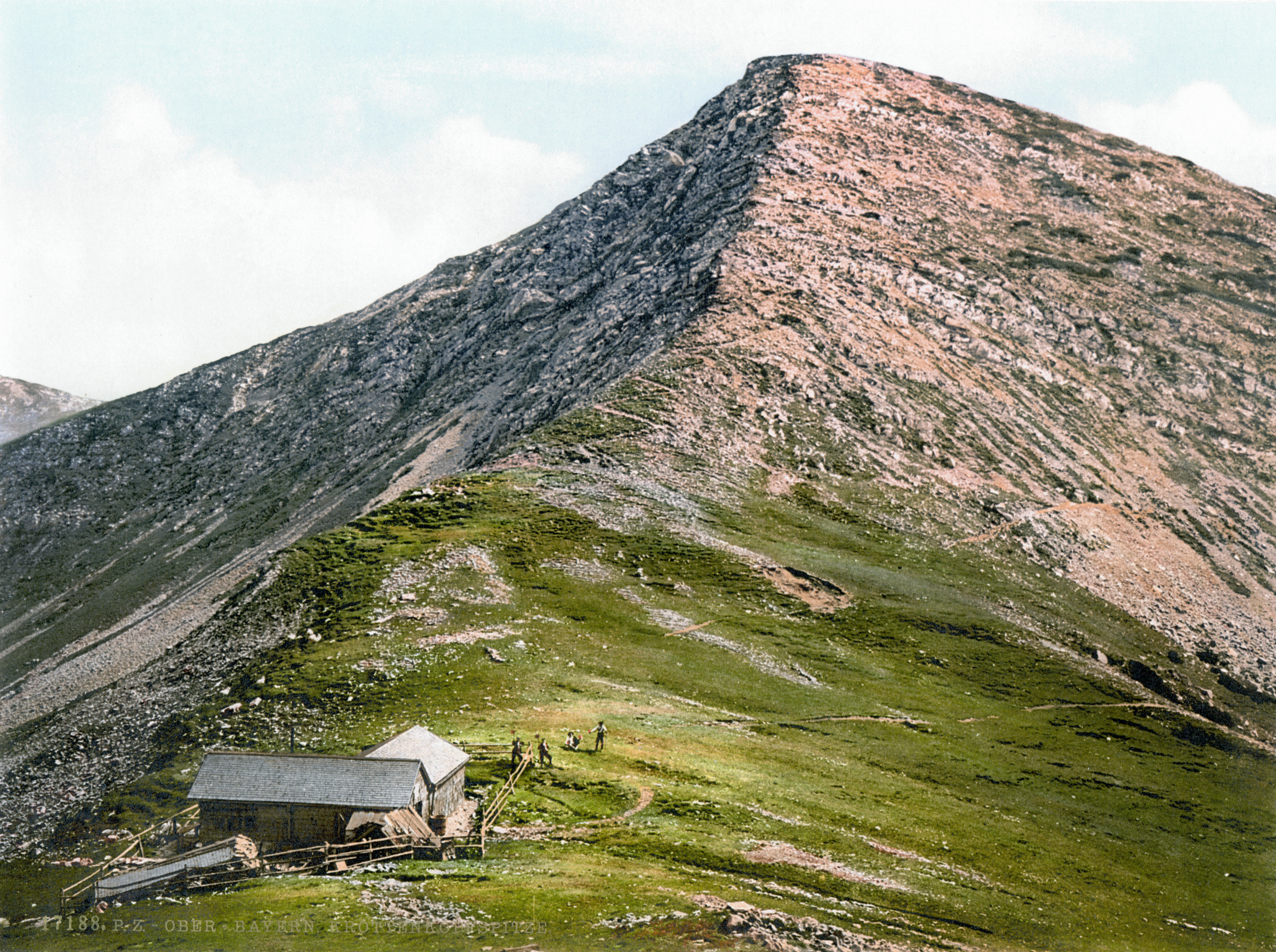
Krottenkopf um 1900
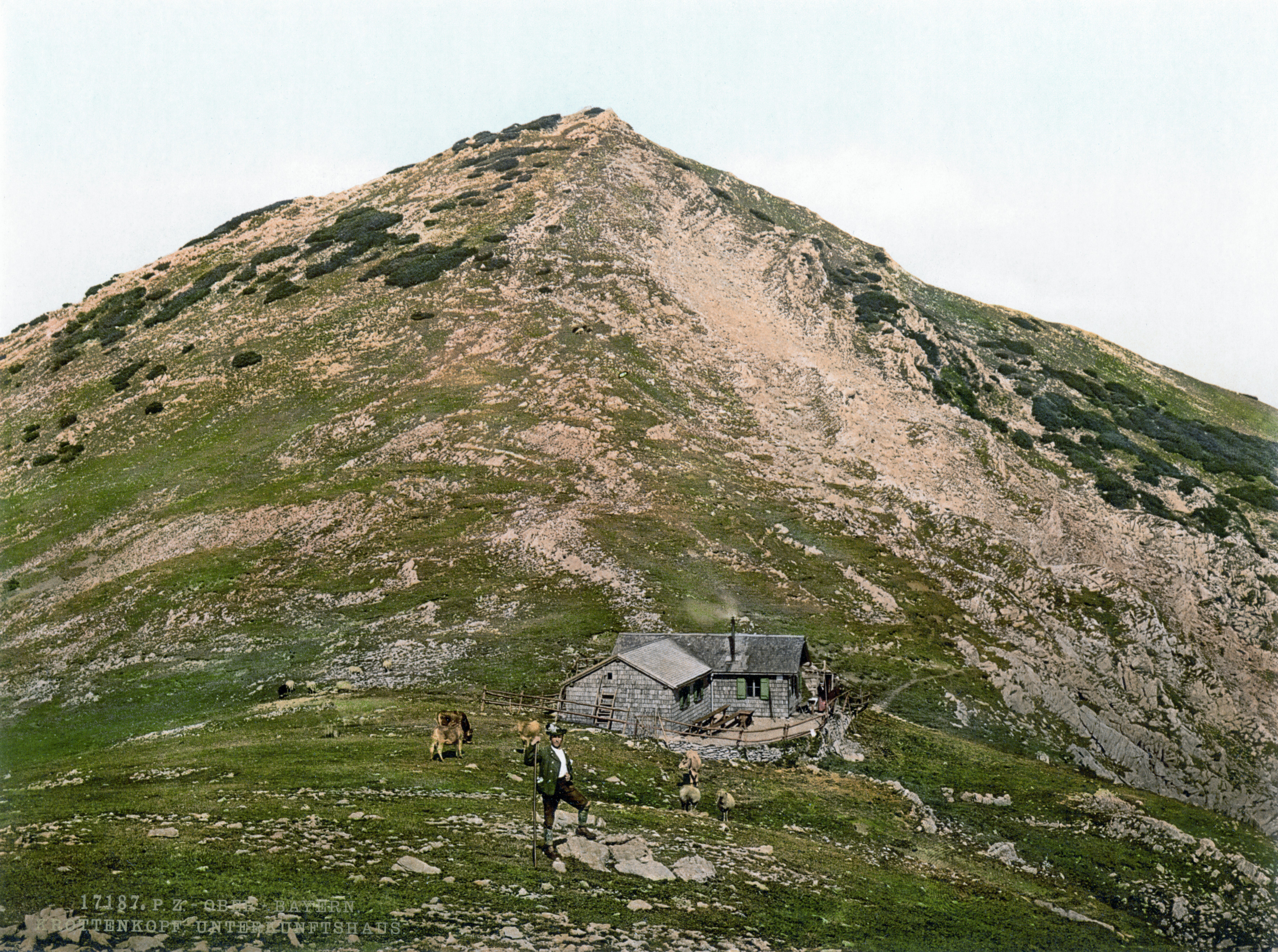
Blick vom Krottenkopf zum Rißkopf
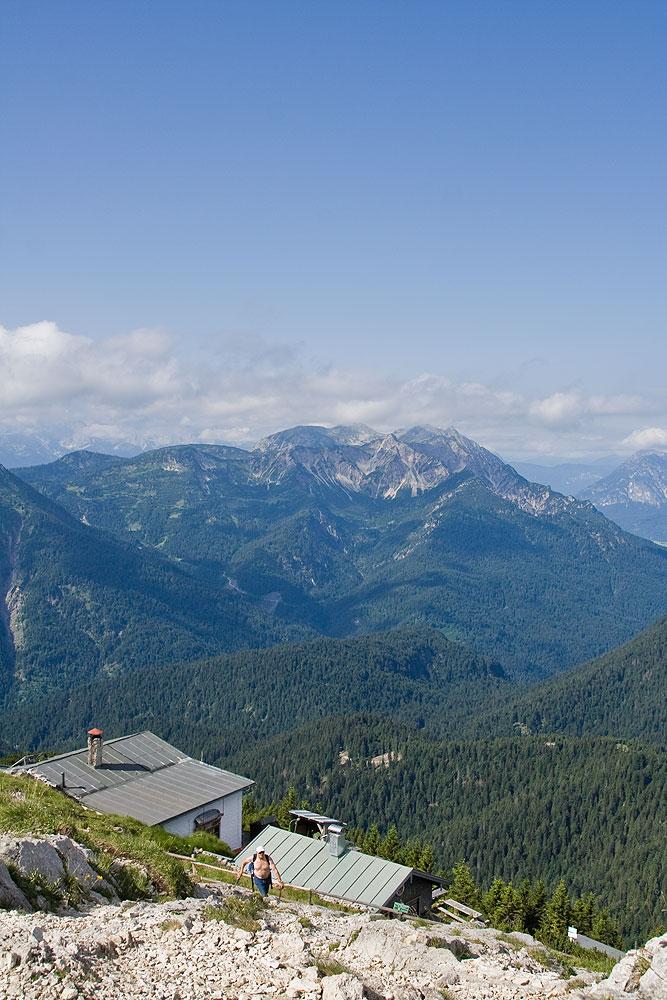
Blick vom Heimgarten, im Vordergrund die Heimgartenhütte